# Ramesh Kumar (zapaśnik)
Ramesh Kumar (ur. 15 listopada 1981) – indyjski zapaśnik walczący w stylu wolnym. Olimpijczyk z Aten 2004, gdzie zajął dziesiąte miejsce w kategorii 66 kg.	
Brązowy medalista mistrzostw świata w 2009. Piąty na igrzyskach azjatyckich w 2002. Drugi na mistrzostwach Azji w 2001 a trzeci 2005 i 2009. Mistrz igrzysk wspólnoty narodów w 2002. Mistrz Wspólnoty Narodów i brązowy medalista w 2005, a drugi w 2003. Mistrz świata juniorów z 2001 roku.
- Turniej w Atenach 2004

Pokonał Ormianina Zhirayra Hovhannisyana i przegrał z Grekiem Apostolosem Taskoudisem.
W roku 2001 został laureatem nagrody Arjuna Award.